# Brenda Asnicar
Brenda Asnicar (Buenos Aires, 17 d'octubre de 1991) es una actriu, cantant, compositora, model i dissenyadora de moda argentina. Va començar la seva carrera de nena, quan tenia 11 anys amb papers en televisió. Ella va saltar a la fama mundial a partir de 2007, quan es va ocupar d'interpretar el paper d'Antonella Lamas Bernardi a la telenovel·la juvenil Patito feo, entre els anys 2007 i 2008. Així mateix, va gravar els tres àlbums musicals de la banda sonora i va participar en les seves respectives gires. Gràcies a la franquícia es va consagrar com a ídol adolescent internacional. Posteriorment, va interpretar a Núria Gómez en la sèrie de Nickelodeon Latinoamèrica, Sueña Conmigo. El 2013, va interpretar el personatge doble de Juana Carbajal i Nieves a la série original de Fox, Cumbia Ninja.
La carrera musical d'Asnicar va començar després de gravar els tres àlbums musicals de la banda sonora de la sèrie de televisió Patito feo (2007-2008) i Cumbia Ninja (2013-2015). El 2016, Brenda va començar la producció del seu primer àlbum d'estudi debut Vos Sos Dios, durant tres anys. Després de completar l'àlbum, va ser publicat el 18 de maig de 2019. L'àlbum ha estat descrit per Brenda com «un apoderament a l'esperit de tots nosaltres».

## 1991-2006: Primers anys i inicis de la seva carrera artística
Brenda Asnicar va néixer el 17 d'octubre de 1991 a Buenos Aires, Argentina. És filla d'Adriana Mendoza i Gustavo Asnicar, té transcendència italiana i austrohúngara. Té un germà tres anys més gran que ella, anomenat Iván Asnicar. Durant la seva infància, va estudiar al Centre Cultural Italià a Vila Adelina, on va aprendre a parlar amb fluïdesa l'italià i l'anglès.
Asnicar va començar la seva carrera en televisió quan tenia només onze anys, després de ser seleccionada per participar en el reality show infantil de Telefe Cantaniño, començant la seva carrera com a conductora infantil i realitzant les seves primeres presentacions musicals a 2001.
El 2002, va ser presentadora del programa de Telefe i Azul TV, Versus, al costat de la model, actriu i presentadora Jimena Cyrulnik. Un any més tard, torna a treballar com a conductora al talk show Chicos argentinos per a Canal 7 de l'Argentina. A seu torn, la seva participació en el programa li va permetre tenir l'oportunitat de gravar la banda sonora, al costat dels nois de l'elenc i formar part de l'espectacle en viu, Tour Caminos 2006.

## 2007-2009: Patito feo i reconeixement internacional
El 2007, va ser triada per la productora argentina Ideas del Sur per a interpretar a Antonella Lamas Bernardi a la telenovel·la Patito feo. La seva estrena es va dur a terme el 10 d'abril de 2007 a El Trece a l'Argentina. Després del fenomen causat a Argentina, va ser transmesa principalment per Disney Channel, en més de trenta països d'Amèrica Llatina, Europa i Orient Mitjà, aconseguint trencar rècords d'audiència. La segona i última temporada es va estrenar el 23 d'abril de 2008.
| « | "La sèrie porta a la televisió una realitat que pasa molt seguit (…) Tots hem patit alguna vegada la discriminació al col·legi. A mi em va passar molt de noia... i em continua passant. El missatge que deixa Patito Feo es clar, la bellesa de veritat està dins de la persona". | » |

Asnicar va formar part de les tres bandes sonores de la sèrie, de les presentacions en viu i les seves respectives gires internacionals, trencant rècords d'audiència a Disney Channel. La sèrie va marcar un abans i després en la història de Disney Channel Llatinoamèrica, inaugurant el gènere telenovel·la.
La sèrie va ser nominada als Premis Emmy i va rebre guardons com "Millor Ficció Infantil" en els Premis Martín Fierro de 2007. El seu paper en el programa la va convertir en un ídol adolescent internacional, rebent la doble nominació "Revelació Femenina" en els Premis Clarín i Martín Fierro.

## 2010-2012: Sueña conmigo, Los Únicos i Corazón valiente
El març de 2010, es va incorporar a l'elenc principal de la sèrie original de Nickelodeon Sueña Conmigo, interpretant a Núria Gómez. Pel seu personatge en la sèrie, va ser nominada com a Millor actriu i Vilana favorita en els Kids Choice Awards. La sèrie va rebre el premi a Programa favorit de TV llatí en la primera edició dels Kids 'Choice Awards Argentina el 2011.
Al novembre de 2011, va participar en la segona temporada de la sèrie de televisió argentina d'acció Los Únicos, interpretant a Keira Beltrán. Aquest mateix any, va participar en la desfilada de la dissenyadora de moda argentina Verónica de la Canal, on va realitzar un tribut a l'artista britànica Amy Winehouse.
El 2012, va ser cridada per la cadena nord-americana Telemundo per interpretar a Fabiola Arroyo a la telenovel·la Corazón Valiente que va protagonitzar junt amb l'actor Gabriel Porras, motiu pel qual va haver de instal·lar-se a Miami durant un any per als enregistraments. A la telenovel·la, Asnicar va treballar per segona vegada amb l'escriptora Marcela Citterio, després de treballar amb ella a Patito feo. Pel seu personatge, va ser nominada com a "Millor actriu de repartiment" en els Miami Life Awards el 2013.

### Des del 2013: èxit amb Cumbia Ninja, Por amarte así i nous projectes
En 2013, va ser triada per FOX per protagonitzar la sèrie de televisió dramàtica Cumbia Ninja, interpretant el paper de doble rol de Juana Carbajal i Nieves. La sèrie es va estrenar el 5 de setembre de 2013, trencant rècords d'audiència a Amèrica Llatina, Espanya, Bulgària, Polònia, Itàlia, Eslovènia i Estònia. la sèrie va posicionar a FOX com a líder en televisió durant la seva emissió. Per la seva participació en la sèrie, Asnicar es va mudar a Bogotà (Colòmbia), durant els enregistraments de les seves tres temporades, on va aprendre arts marcials, shaolín, i passar per classes de xinès mandarí. Asnicar va assumir un personatge complex, rebent crítiques positives per la seva interpretació a la sèrie.
La segona temporada de la sèrie es va estrenar el 2 d'octubre de 2014 per FOX. La tercera i última temporada es va estrenar el 29 d'octubre de 2015. La sèrie va suposar un desafiament a la carrera artística de l'actriu, perquè es tractava d'un paper substancialment diferent a altres papers anteriors a la televisió. En la seva faceta com a cantant, va formar part de la banda sonora de la sèrie.
Al juliol de 2016, es va anunciar que seria la protagonista de la telenovel·la Por amarte así, interpretant a Mercedes Olivetti. El rodatge va començar el 3 d'octubre de 2016 a Buenos Aires, la qual cosa va supossar que l'actriu viatjara a Argentina per al rodatge de la telenovel·la, la qual es va estrenar el 14 de novembre de 2016 a Telefe.
Al novembre de 2018, es va confirmar que seria l'encarregada d'interpretar a Gilda en la sèrie biogràfica Gilda, la serie, basada en la vida de la famosa cantant argentina. La sèrie representa la història de la icona pop de la música argentina, la seva estrenada va estar prevista a l'any 2019, per Netflix.
El març de 2019, es va confirmar que formaria part de l'elenc principal de la tercera temporada de la sèrie original de FX, Run Coyote Run. Asnicar va viatjar a Mèxic per participar en el rodatge de la sèrie a Sonora, la seva estrena està prevista per a finals de 2019.

## Carrera musical

### 2007-2010:Patito feoi primers treballs com a cantant
El 8 d'abril de 2007, es va estrenar al Planetari Galileo Galilei, a Buenos Aires, el que seria el primer show en viu de Patito feo. Durant el primer show, Brenda va interpretar davant de més de quatre mil persones algunes cançons del primer àlbum musical, Patito feo: La historia más linda, que va rebre el guardó com "Millor àlbum Infantil" en els Premis Gardel. L'àlbum inclou el seu primer senzill, «Las Divinas», el qual va rebre el disc de platí i va ser guanyador en els premis Gardel, per ser el tema amb més descàrregues de l'any.
El 15 de maig de 2007, va ser telonera amb els nois de Patito feo de la gira mundial, High School Musical: El concierto en el Estadio Antonio Vespucio Liberti, on van interpretar alguns temes de la banda sonora de la sèrie.
El 15 de setembre de 2007, es va estrenar la primera gira de la sèrie, Patito feo: La historia mas linda al Teatre Gran Rex a Buenos Aires. Durant l'estrena del primer espectacle, es va anunciar el llançament del segon àlbum homònim. L'àlbum conté temes com «Tango Llorón», una de les cançons amb més èxit de l'artista. La primera gira de la sèrie, va finalitzar després de 72 funcions i més de quatre-centes mil entrades venudes a Llatinoamèrica.
El 19 d'abril de 2008, es va celebrar l'estrena a nivell mundial de Patito feo al Monument als espanyols a Buenos Aires, on es van gravar algunes imatges per a la sèrie i es va llançar el tercer àlbum musical de la sèrie, La vida es una fiesta.
El 7 de febrer de 2009, es va estrenar a Costa Rica la segona gira mundial, Patito feo: El show mas lindo. On van interpretar alguns temes dels àlbums musicals de la banda sonora. Després de dos gires musicals i un total de 92 funcions, l'artista va aconseguir presentar-se davant més de vuit-cents mil espectadors a Llatinoamèrica.
El 2010, Asnicar va participar en la banda sonora de la sèrie original de Nickelodeon, Sueña conmigo, on va gravar tres temes, «Hablan de mí, «Siempre te esperaré» i «Hagas lo que hagas», inclosos en els àlbums, Sueña conmigo: La canción de tu vida i Sueña conmigo 2.
El 28 d'octubre de 2010, va ser convidada al programa italià Chi ha incastrato Peter Pan?, sent la seva primera aparició en televisió a Itàlia, després de finalitzar Patito feo. Asnicar va compartir amb el públic detalls sobre la seva carrera artística i va interpretar «Tango LLorón» i «Las Divinas», durant l'emissió el programa va aconseguir una mitjana de sis milions d'espectadors, i un rècord d'audiència pel programa italià. Després del fenomen que va causar Patito feo a Europa, en audiència i llistes de vendes, a finals de 2010, es va anunciar la quarta i última gira de la sèrie, Antonella en Concierto con Brenda Asnicar.

### 2011-2016: Antonella en Concierto con Brenda Asnicar i Cumbia Ninja
El 2 d'abril de 2011, es va estrenar el primer show de l'última gira de Patito feo, Antonella en Concierto con Brenda Asnicar, a Nàpols, amb la qual va recórrer algunes ciutats d'Itàlia. Durant la gira va interpretar senzills recopilats en els àlbums de la sèrie i va presentar per primera vegada algunes cançons inèdites (dos d'aquestes mencionades ja existien abans) com «Ser Divina és algo especial», «Por qué a mi?», «Una vez me enamoré», «Nunca hay que dejar de soñar» i «Donde me llevé el corazón».
El 17 de novembre de 2011, Asnicar va presentar una versió de You Know I'ma No Good, de la cantant britànica Amy Winehouse, en homenatge a l'artista que va faltar aquell mateix any. El 23 de novembre de 2011, va llançar el seu primer single en solitari «Tus juegos». Dos anys després, va presentar «Salten como yo», segon senzill en solitari, llançat el 5 de juliol de 2013.
El 2013, va participar en la banda sonora de la sèrie de televisió Fox Cumbia Ninja, interpretant alguns temes, entre ells, «UOjos en la espalda», «Ceviche» i «El horóscopo dice», recopilats en el primer àlbum Cumbia Ninja: Ojos en la Espalda, amb Ricardo Abarca.
El 2 d'octubre de 2014, es va estrenar el segon àlbum musical amb el llançament de la segona temporada de Cumbia Ninja, on va interpretar «Subiré al infierno», en col·laboració amb el duo musical nord-americà ha*Ash, «Inevitable» i «Soy tu dueño», entre altres temes, que van formar part del segon àlbum (Cumbia Ninja: Subiré al infierno). El tercer i últim àlbum de la sèrie es va estrenar el 29 d'octubre de 2015, on va interpretar en la seva totalitat la major part del repertori, destacant «Fuera de foco», «Las manos en el fuego» i «Pasado editado». La sèrie va ser un èxit, que es va traslladar a la música, superant més de 144 milions de visites en els seus canals oficials de YouTube.

### 2017-2018:Una más en medio del billón
El 7 d'abril de 2017, va participar en el tema «Ultracomunicación», juntament amb el cantant Lolo Fonts. El día 1 de juny de 2017, va presentar «Una mas en medio del billón», tercer senzill independent de l'artista que pretén conscienciar sobre la violència de gènere i denunciar el maltractament que pateixen les dones en el món. (Línia de mostra: «Fui a denunciarlo y risas recibí, abunda el miedo y no sé a dónde ir.» —«Soy una más en el medio del billón. Canta que se escuche y se luche por favor. »—).
El senzill va ser llançat després de la marxa Ni una menos, on el col·lectiu feminista es manifesta en contra del masclisme, a la qual Asnicar es va sumar.
Referent a això, l'artista ha realitzat diverses declaracions:
| « | "Aquesta cançó va sorgir per moltes injustícies que passen de manera diària i té la finalitat d'allunyar-se de la violència per entendre que quan més puguem unir-nos dones i homes serà mitjor." | » |

| « | "No es normal la violència, els insults o els crits. No és una cosa perquè es naturalitze (…) És fonamental marcar una postura amb respecte al que crec i al que està passant avui amb les dones, no sols al nostre país, també en tot el món." | » |

Asnicar va compartir al seu canal oficial de Youtube l'audiovisual que acompanyava el senzill, sent censurat per la plataforma. El vídeo representa un feminicidi, en el qual interpreta la víctima, que fuig de les mans d'un home per un camí de terra, mentre que ningú li ajuda malgrat la seva comanda d'auxili. És atrapada i finalment, assassinada, sent abandonada en un pou plena de sang. "Aquestes imatges poden afectar la teva sensibilitat. Qualsevol semblança amb la realitat és perquè això passa cada 25 hores al meu país", començava aclarint l'artista al vídeo.

### 2018-present:Vos Sos Dios
El 31 d'agost de 2018, va publicar el primer senzill «Vi Que Estás Ok» acompanyat del seu respectiu videoclip i una versió acústica, com a primer avançament de Vos Sos Dios. El 13 de desembre de 2018, quatre mesos més tard, va publicar el segon senzill «Tesoro», com a avançament de l'àlbum que veuria la llum el proper any. A principis de 2019, va revelar que després d'intentar treballar amb diferents productors, no se sentia còmode respecte a les imposicions que les discogràfiques pretenien exercir sobre la temàtica i els gèneres als quals s'hauria de limitar a l'hora de gravar el seu primer àlbum d'estudi. El 18 de maig de 2019, va anunciar que llançaria el seu primer àlbum debut, Vos Sos Dios, com a artista independent.
| «                | "Volia que el disc fora realment meu, fent tot jo veig que és molt treball però m'agrada perquè em fa feliç, tinc els meus propis temps i la meva pròpia agenda. La llibertat que et dona la independència no te la donen altres coses. No és fàcil agafar aquest camí, però mereix la pena. A mi m'agrada la idea de fer música, amb qui vull i com vull." | » |
| — Brenda Asnicar | |   |

Asnicar va celebrar l'acte de presentació del seu àlbum debut Vos Sos Dios, en els Estudis Unísono, creat per la figura del rock llatinoamericà argentina, Gustavo Cerati. Asnicar va organitzar una vetllada íntima per presentar l'obra cap a la premsa i mostrar una bestreta exclusiu de les cançons de l'àlbum, amb la participació del convidat especial Charly Garcia, amb qui interpretaria el cover de «You're So Vain», entre altres temes. L'àlbum es va posicionar en el número u d'iTunes a l'Argentina. El 16 de juny de 2019, «Wacho» va ser llançat com a tercer senzill de l'àlbum.

## Relació amb la moda
En 2014, durant el rodatge de la sèrie de televisió Cumbia Ninja a Cali, va conèixer a la dissenyadora de moda colombiana Carolina Mejía, amb qui va col·laborar en el projecte The .B. Collection, una línia de roba basada en cuirs colombians, teles peruanes i sedes. La col·lecció, els dissenyats van ser inspirats per Asnicar, estaria composta per prendes amb estil rocker-chic a diferents materials, on el negre i els tons roses destacarien unint la música amb la moda, les dues passions de l'artista. La línia es va presentar a MCMA London, plataforma dedicada a la venda de col·leccions internacionals.

## Vida personal
El 2017 Brenda es va cassar amb l'ingenier colombià Alejandro de Angulo, del qual es va divorciar dos anys després.

## TV
| Any       | Títol             | Personatge                       |
| --------- | ----------------- | -------------------------------- |
| 2001-2002 | Cantaniño         | Ella mateixa                     |
| 2002      | Versus            | Ella mateixa                     |
| 2003-2006 | Chicos argentinos | Ella mateixa                     |
| 2007-2008 | Patito Feo        | Antonella Lamas Bernardi         |
| 2010-2011 | Sueña conmigo     | Nuria Gómez                      |
| 2011-2012 | Los Únicos        | Keira Beltrán                    |
| 2012-2013 | Corazón valiente  | Fabiola Arroyo / Fabiola Ferrara |
| 2013-2015 | Cumbia Ninja      | Juana Carbajal / Nieves Páez     |
| 2016-2017 | Por amarte así    | Mercedes Olivetti                |
| 2019      | Gilda, la serie   | Gilda                            |

## Música
Àlbums d'estudi
- 2019: Vos Sos Dios

Gires musicals
- Tour Caminos (2006)
- Patito Feo: La historia más linda en el Teatro (2007-2008)
- Patito Feo: El Show más lindo (2009)
- Antonella en Concierto con Brenda Asnicar (2011)